# Mathis Bolly
Mathis Gazoa Kippersund Bolly (Oslo, 1990. november 14. –) norvég születésű, elefántcsontparti válogatott labdarúgó, posztját tekintve középpályás. Édesapja elefántcsontparti, édesanyja norvég származású.